# Fuscosclera
Fuscosclera is een monotypisch geslacht van schimmels behorend tot de familie Mollisiaceae. Het bevat alleen Fuscosclera lignicola.